# 范汝增
范汝增（1840年—1867年），清广西人，太平天国将领，封首王，曾駐守寧波、餘姚。1864年天京失陷後，護衛洪天貴福逃出天京後失散，范汝增北上成為捻军首领之一，1867年12月兵敗於山東壽光的弥河戰歿。

## 生平
- 11歲加入太平軍少年兵，成年后为侍王李世贤的部将。
- 1860年起首次領軍攻佔浙江严州（今建德梅城）。
- 1861年攻佔景德鎮，扼阻曾國藩於安徽祁門縣湘军司令部糧道。
- 12月與戴王黃呈忠同佔領浙江海港寧波，建功封贈首王。
- 至1862年5月佔據寧波半年，令中外商船一律照章纳税，嚴禁鴉片貿易，取消所有與英、美不平等條約及租界，反對拆除對海砲台及城垣，引起英军舰队司令唔乐德克不滿。
- 英軍來攻寧波，范部撤出至餘姚、马诸；9月克浙江慈溪（今慈城），戰場格斃“常勝军”统领、副将华尔。

## 北建捻軍
- 1864年9月，渡長江北上會賴文光，建立新捻軍。